# 구쓰키 마사쓰나
쿠츠키 마사츠나(일본어: 朽木昌綱 くつき まさつな[*])는 탄바국 후쿠치야마번 8대 번주이자, 후쿠치야마번 쿠츠키가 9대 당주이다. 난학에 의한 유럽 지리 및 세계 지리 연구자이자 화폐 연구가이다.

## 생애
간엔 3년 (1750년) 1월 27일, 6대 번주 쿠츠키 츠나사다의 장남으로 에도에서 태어나서 거기서 자랐다. 안에이 5년 (1776년) 11월 22일, 쿠츠키 노부츠나의 양자가 되다. 안에이 6년 (1777년) 3월 19일, 쇼군 도쿠가와 이에하루를 배알한다. 안에이 9년 (1780년) 12월 18일, 종5위하 오키노카미에 서임한다. 덴메이 7년 (1787년) 11월 22일, 노부츠나의 사망으로 가독을 계승한다.
13살 무렵부터 화한의 옛 동전 수집이 취미로, 특히 이 때문에 "고전가의 왕자(古銭家の王者)"라는 별칭을 얻었다. 옛 동전 수집 취미는 마사츠나가 소년 시절을 보낸 호레키 연간에는 오사카・에도 에서도 유행했다. 마사츠나는 유럽 국가의 화폐도 수집했다. 또 20세 무렵에는 세계지리 연구에 뜻을 두고 있었다. 안에이 원년 (1772년), 23세 무렵, 난학의 마에노 료타쿠에 입문한다. 동문에는 스기타 겐파쿠, 나카가와 쥰안, 카츠라가와 호슈 등이 있으며, 후에 오오츠키 겐타쿠, 시바 코칸 등이 입문해 온다. 그 가운데 네덜란드어로 지리서 연구가 시작되었다. 마사츠나는 네덜란드 상관장 (카피탄) 아이작 티칭과도 교우가 있어, 서양 책이나, 유럽의 동전 입수에도 원조를 받는다. 네덜란드어는 펜팔을 할 수 있을 정도로 능숙해졌다. 안에이 9년 (1780년)무렵부터는 네덜란드 통사인 아라이 쇼주로(荒井庄十郎)를 조수로 삼아 세계지리 연구를 했다. 번주가 된 38세에 『서양전보(西洋銭譜)』를 간행했다. 이는 17세기부터 18세기의 유럽 화폐의 극명한 그림이 삽입된 것으로, 당시로써는 획기적이었다.
저서도 많아, 『난학계제(蘭学階梯)』 서문과 『태서여지도설(泰西輿地図説)』, 『화한고금천화감(和漢古今泉貨鑑)』, 『신찬전보찬(新撰銭譜撰)』 12권, 『양화분량고(良貨分量考)』 등 많은 귀한 저서를 남겼다. 또한 앞에 서술한 것처럼 난학 연구에 열심이었다. 매형이자 다인(茶人) 다이묘였던 마츠에번주 마츠다이라 하루사토의 다도 제자가 되어, 문인 다이묘였던 히메지번주 사카이 타다자네의 동생인 화가 사카이 호이츠 등과도 교류가 있는 등, 이른바 문인 다이묘로도 이름을 떨쳤다. 그러나 정치가로서는 이류였다고 한다. 일설에는 지나친 재능 때문에 공의가 피했다고 한다.
간세이 12년 (1800년) 윤4월 9일, 가독을 양자인 토모츠나에게 물려주고 은거한다. 출가하여 오미입도(近江入道)라 칭했다. 에도로 돌아와, 교와 2년 (1802년) 4월 17일에 53세의 나이로 사망했다.
마사츠나가 수집한 옛 동전은 후에 번 재정의 위기 및 서양식 군비의 필요 때문에 50정의 괴펠총과 교환하여 해외로 유출되었다. 현재 그 일부가 대영박물관에 소장되어있다. 주로 일본 동전이지만, 중국, 베트남, 조선 동전도 섞여있다.

## 가족 관계
- 아버지 : 쿠츠키 츠나사다 (1713년 ~ 1788년)
- 어머니 : 불명
- 양아버지 : 쿠츠키 노부츠나 (1731년 ~ 1787년)
- 정실 : 마츠다이라 무네노부의 딸 이쿠만히메(幾万姫)
- 계실 : 혼다 스케미츠의 딸
- 두번째 계실 : 이토 나가토시의 딸
- 생모 불명의 자녀
  - 아들 : 유노스케(唯之助)
  - 차남 : 쿠츠키 츠나카타 (1787년 ~ 1838년) - 쿠츠키 토모츠나의 양자
  - 3남 : 요네쿠라 마사나가 (1793년 ~ 1863년) - 요네쿠라 마사노리의 양자
  - 아들 : 후쿠쥬스케(福寿太郎)
- 양자
  - 아들 : 쿠츠키 토모츠나 (1767년 ~ 1803년) - 쿠츠키 노부츠나의 장남

## 저서
- 『신찬전보찬(新撰銭譜撰)』 전12권 - 마사츠나의 첫 고전 목록
- 『서양전보(西洋銭譜)』 - 서구 여러 나라의 화폐에 관한 저서. 1787년 (덴메이 7년) 간행
- 『태서여지도설(泰西輿地図説)』 - 서양 지리 개설서. 1789년 (간세이 원년) 간행
- 『화한고금천화감(和漢古今泉貨鑑)』 - 고전 목록. 간행 당시 인기작이 되었다. 1798년 (간세이 10년) 간행

| 전임 쿠츠키 노부츠나 | 제8대 후쿠치야마번 번주 1787년 - 1800년 | 후임 쿠츠키 토모츠나 |